# Hıdırlık, Çankırı
Hıdırlık là một xã thuộc thành phố Çankırı, tỉnh Çankırı, Thổ Nhĩ Kỳ. Dân số thời điểm năm 2010 là 31 người.